# Rue Pierre-Louÿs
La rue Pierre-Louÿs est une voie du 16e arrondissement de Paris, en France.

## Situation et accès
La rue Pierre-Louÿs est une voie située dans le 16e arrondissement de Paris. Elle débute au 24, avenue de Versailles et se termine au 7 bis, rue Félicien-David.

## Origine du nom

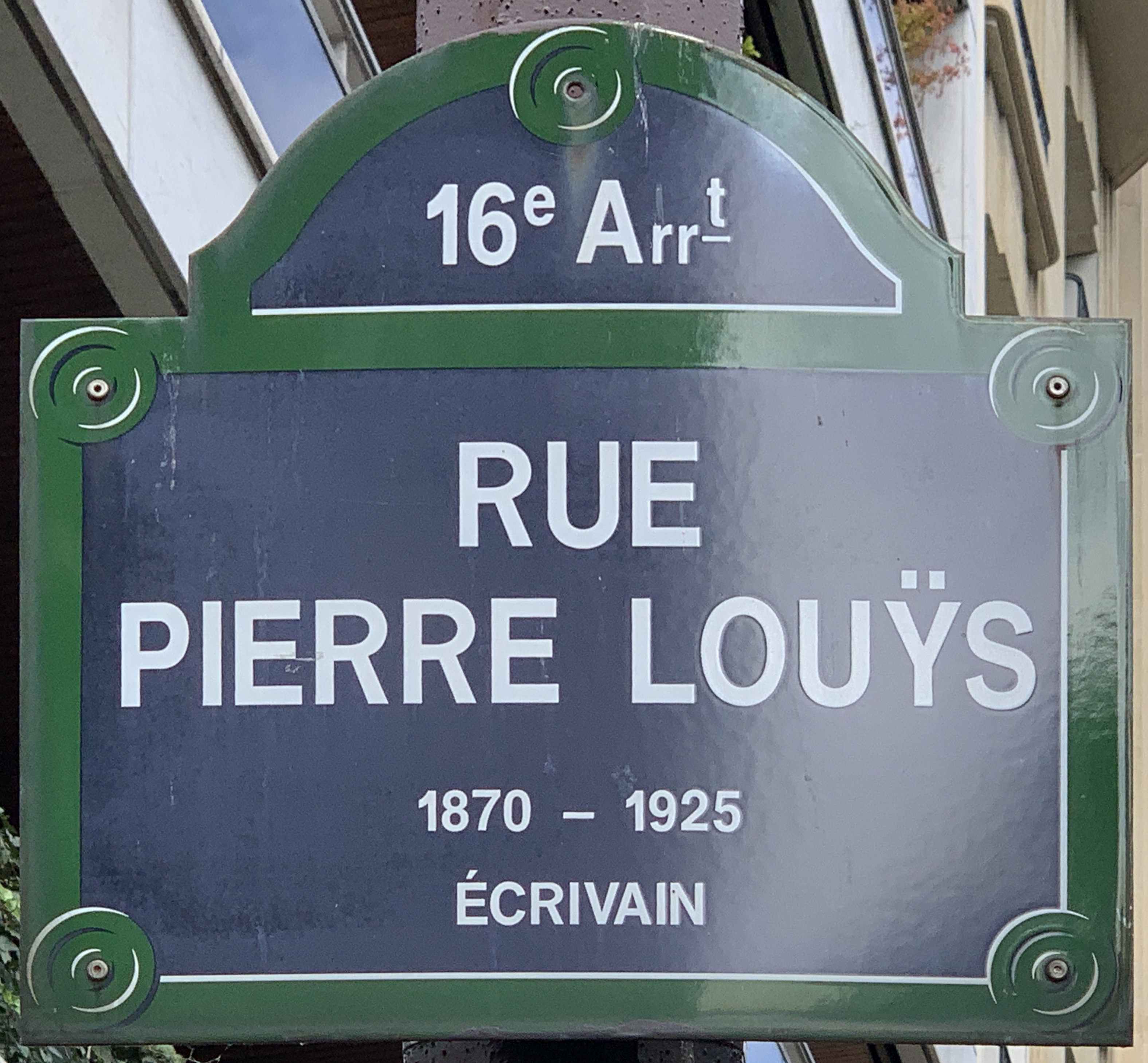
Plaque de la rue.

Elle porte le nom du poète et romancier français Pierre Louis, dit Pierre Louÿs (1870-1925).

## Historique
Cette voie est ouverte par la Ville de Paris sous sa dénomination actuelle par un arrêté du 29 juillet 1932.